# Dean Podgornik
Dean Podgornik, slovenski kolesar, * 3. julij 1979, Šempeter pri Gorici.

## Uspehi
| Sezona | Uvrstitev | Prizorišče                                                        | Država     |
| ------ | --------- | ----------------------------------------------------------------- | ---------- |
| 2006   | 1. mesto  | 2. etapa STAIERMARK TOUR                                          | Avstrija   |
|        | 3. mesto  | OMNY VILAH                                                        | Avstrija   |
|        | 3. mesto  | WOLSBERK                                                          | Avstrija   |
|        | 3. mesto  | 3. etapa STAIERMARK TOUR                                          | Avstrija   |
|        | 4. mesto  | STAIERMARK TOUR                                                   | Avstrija   |
|        | 10. mesto | JADRANSKA MAGISTRALA                                              | Hrvaška    |
| 2005   | 2. mesto  | VENEDAAL VENEDAAL cat HC                                          | Italija    |
|        | 3. mesto  | DP kronometer                                                     | Slovenija  |
|        | 8. mesto  | DP cesta                                                          | Slovenija  |
|        | 8. mesto  | 2. etapa 3 DNI LAPANA                                             | Italija    |
| 2004   | 1. mesto  | DP kronometer                                                     | Slovenija  |
|        | 1. mesto  | kriterij Sempeter                                                 | Slovenija  |
|        | 10. mesto | DONORATICO                                                        | Italija    |
|        | 12. mesto | 16. etapa Giro d'Italia                                           | Italija    |
|        | 16. mesto | 17. etapa Giro d'Italia                                           | Italija    |
| 2003   | 1. mesto  | GP UMAG KAT 1.5                                                   | Hrvaška    |
|        | 1. mesto  | VN Krke KAT 1.3                                                   | Slovenija  |
|        | 1. mesto  | kriterij ŠENČUR                                                   | Slovenija  |
|        | 1. mesto  | etapa PO SRBIJI Arhivirano 2009-06-10 na Wayback Machine. KAT 2.5 | Srbija     |
|        | 1. mesto  | 10. etapa OLIMPIJA TOUR KAT 2.5                                   | Nizozemska |
|        | 3. mesto  | DP kronometer                                                     | Slovenija  |
|        | 3. mesto  | etapa PO SLOVENIJI Arhivirano 2007-01-27 na Wayback Machine.      | Slovenija  |
|        | 3. mesto  | 7. etapa TOUR DE LAVENIR                                          | Francija   |
|        | 4. mesto  | OLIMPIJA TOUR KAT 2.5                                             | Nizozemska |
|        | 5. mesto  | 1. in 4. etapa TOUR DE LAVENIR                                    | Francija   |
|        | 7. mesto  | 1. etapa SETIMANA BERGAMASKA                                      | Italija    |

## Dosedanji klubi
| Sezona | Kategorija | Klub                                                                       | Država    | Najboljša uvrstitev |
| ------ | ---------- | -------------------------------------------------------------------------- | --------- | ------------------- |
| 2006   | Elite      | Team Plast - Recycling - Austria Arhivirano 2006-06-26 na Wayback Machine. | Avstrija  | 1. mesto            |
| 2005   | Elite      | Tenax - Nobili Rubinetterie Arhivirano 2006-12-30 na Wayback Machine.      | Italija   | 2. mesto            |
| 2004   | Elite      | Tenax - Nobili Rubinetterie Arhivirano 2006-12-30 na Wayback Machine.      | Italija   | 1. mesto            |
| 2003   | Elite      | KK Perutnina Ptuj                                                          | Slovenija | 1. mesto            |
| 2002   | Under 23   | HIT Casino - MARCHIOL Arhivirano 2006-10-04 na Wayback Machine.            | Slovenija | 1. mesto            |